# Arthur Natorp
Arthur Natorp (22 de abril de 1890 - 19 de enero de 1943) fue un actor y director cinematográfico y teatral de nacionalidad sueca.

## Biografía
Su nombre completo era Arthur Eric Natorp, y nació en Estocolmo, Suecia. Debutó sobre los escenarios en 1910, y trabajó en el Blancheteatern entre 1918 y 1936, colaborando igualmente con el Komediteatern.
Estuvo casado con la actriz Gull Natorp. Arthur Natorp falleció en Estocolmo en el año 1943. Fue enterrado en el Cementerio Norra begravningsplatsen de esa ciudad.

## Filmografía
- 1941 : Hem från Babylon
- 1941 : Tänk, om jag gifter mig med prästen
- 1941 : Lasse-Maja
- 1939 : Då länkarna smiddes
- 1938 : Du gamla du fria
- 1937 : En sjöman går iland
- 1937 : Lyckliga Vestköping
- 1935 : Järnets män
- 1931 : Markurells i Wadköping
- 1930 : För hennes skull
- 1927 : Arnljot
- 1923 : Eld ombord
- 1922 : Det omringade huset
- 1921 : Körkarlen
- 1921 : En lyckoriddare
- 1921 : En vildfågel
- 1920 : Erotikon

### Guionista
- 1935 : Munkbrogreven

### Director
- 1939 : Då länkarna smiddes
- 1937 : Pappa får påökt
- 1936 : Vi har melodin
- 1936 : Kärlek och monopol

## Teatro (selección)

### Actor
- 1911 : Försvarsadvokaten, de Ferenc Molnár, dirección de Mauritz Stiller, Strindbergs Intima Teater[3]
- 1911 : Mörkrets makt, de León Tolstói, dirección de Mauritz Stiller, Strindbergs Intima Teater[4]
- 1912 : Miss Williams from New York, de Gustav Wied y Jens Petersen, dirección de Mauritz Stiller, Strindbergs Intima Teater[5]
- 1920 : Kiki, de André Picard, dirección de Ernst Eklund, Blancheteatern[6]
- 1921 : Paracelsus, de Arthur Schnitzler, dirección de Ernst Eklund, Blancheteatern[7]
- 1921 : Skulden till allt, de León Tolstói, dirección de Alexander Moissi, Blancheteatern[8]
- 1921 : Otrogen, de Roberto Bracco, dirección de Ernst Eklund, Blancheteatern[9]
- 1921 : Det levande liket, de León Tolstói, dirección de Alexander Moissi, Blancheteatern[10]
- 1921 : Askungen, de Ludvig Brandstrup, dirección de Arthur Natorp, Blancheteatern[11]
- 1922 : Madame Sherry, de Hugo Felix, Maurice Ordonneau y Benno Jacobson, dirección de Ernst Eklund, Blancheteatern[12]
- 1922 : Lulu, de Frank Wedekind, dirección de Maria Orska, Blancheteatern[13]
- 1923 : Din nästas fästmö, de Adelaide Matthews y Anne Nichols, dirección de Ernst Eklund, Blancheteatern[14]
- 1924 : Grevinnan Lolotte, de Leopold Lipschütz, dirección de Ernst Eklund, Blancheteatern[15]
- 1924 : Reggies bröllop, de Edward Salisbury Field, dirección de Ernst Eklund, Blancheteatern[16]
- 1926 : Chou-Chou, de Jacques Bousqeet y Alexandre Madis, dirección de Einar Fröberg, Blancheteatern[17]
- 1927 : Skrämda katter, de Margaret Mayo y Aubrey Kennedy, dirección de Erik Berglund, Djurgårdsteatern[18]
- 1927 : Mysteriet Milton, de Edgar Wallace, dirección de Ernst Eklund, Komediteatern[19]
- 1928 : Hertiginnan av Elba, de Rudolf Lothar y Oscar Winterstein, dirección de Harry Roeck-Hansen, Blancheteatern[20]
- 1928 : Mary Dugans process, de Bayard Veiller, dirección de Harry Roeck-Hansen, Blancheteatern[21]
- 1929 : Maya, de Simon Gantillon, dirección de Harry Roeck-Hansen, Blancheteatern[22]
- 1929 : Hotell Pompadour, de Walter Hackett, dirección de Harry Roeck-Hansen, Blancheteatern[23]
- 1929 : Så förtjusande människor, de Michael Arlen, dirección de Einar Fröberg, Blancheteatern[24]
- 1929 : Skiljas, de Clemence Dane, dirección de Harry Roeck-Hansen, Blancheteatern[25]
- 1929 : Brevet, de William Somerset Maugham, dirección de Harry Roeck-Hansen, Blancheteatern[26]
- 1931 : Hans nåds testamente, de Hjalmar Bergman, dirección de Per Lindberg, Vasateatern[27]
- 1931 : Skomakarkaptenen i Köpenick, de Carl Zuckmayer, dirección de Per Lindberg, Vasateatern[28]
- 1932 : Frihetsligan, de Jules Romains, dirección de Per Lindberg, Vasateatern[29]
- 1932 : Till Hollywood, de George S. Kaufman y Marc Connelly, dirección de Gösta Ekman (sénior), Vasateatern[30]
- 1933 : Oväder, de August Strindberg, dirección de Alf Sjöberg, Dramaten[31]

### Director
- 1921 : Askepot, de Ludvig Brandstrup, adaptación de Otto Arnold, Blancheteatern
- 1925 : Katten i stövlar, de Hans Werner, adaptación de Arthur Natorp, Blancheteatern
- 1936 : Night must fall, de Emlyn Williams, Blancheteatern